# Aadu Hint
Aadu Hint (nome de nascimento Adolf Edmund Hint; 10 de janeiro de 1910, em Külasema, Ilha Muhu - 26 de outubro de 1989, em Tallinn) foi um escritor estoniano. A maioria dos seus livros é relacionada a moradores que vivem nas ilhas da Estónia.
Depois de estudar em Lümanda e Kuressaare, trabalhou como professor.
De 1940 a 1947 ele foi deputado no Soviete Supremo da RSS da Estónia. A partir da segunda metade da década de 1940 tornou-se um escritor profissional e morou em Tallinn.
Ele foi casado com Debora Vaarandi (1916-2007) e Minni Nurme (1917-1994). Teve oito filhos. Vários deles são escritores, por exemplo Eeva Park.
Ele morreu em 1989 e está enterrado no Cemitério Kihelkonna, no condado de Saare.

## Obras
- 1937: romance "Kuldne värav"
- 1950: história "Angerja teekond"
- 1951-1966: romance de quatro partes "Tuuline rand"